# Самородная ртуть
Саморо́дная ртуть — минерал, природная металлическая ртуть. Иногда содержит примесь серебра и золота. Сингония тригональная, дитригонально-скаленоэдрическая (ниже −39 °C).

## Физические свойства
Цвет оловянно-белый. Блеск сильный металлический. Температура кипения 357 °C. Единственный жидкий металл при обычной температуре. Затвердевает, приобретая кристаллическое состояние при −38 °C. Плотность 13,55. На огне легко испаряется с образованием ядовитых паров. В древности вдыхание этих паров было единственным доступным средством лечения сифилиса (по принципу: если больной не умрёт, то поправится).

## Формы нахождения
Мелкие капли, изредка в больших скоплениях.

## Происхождение и сопутствующие минералы
Образуется в зоне окисления киноварных руд. Сопутствующие минералы: киноварь, кварц, кальцит, антимонит.

## Месторождения
- Ландсберг (Мошельландсберг) близ Обермошеля (Рейнланд-Пфальц), ФРГ;
- Альмаден, Испания;
- гора Авала (близ Белграда) и Идрия, Словения;
- Терлингуа (шт. Техас) и Сан-Хосе (шт. Калифорния), США;
- Хуапкавелика, Перу;
- Горловка, Никитовское месторождение (Украина),
- Хайдаркан и Чаувай (Ср. Азия, Киргизия).